# Wendy Weinberg
Wendy Weinberg, född 27 juni 1958 i Baltimore, är en amerikansk före detta simmare.
Weinberg blev olympisk bronsmedaljör på 800 meter frisim vid sommarspelen 1976 i Montréal.